# Фэйр-Парк
Фэйр-Парк (уличная трасса) (англ. Fair Park street circuit) — трасса, на которой в 1984 году был проведен Гран-при США (также носящий название Dallas Grand Prix), проложенная в развлекательном комплексе Фэйр-Парк в Далласе (Техас, США).
Поул-позицию в Гран-при Далласа 1984 года выиграл пилот Lotus-Renault Найджел Мэнселл (1:37,041), а гонку — пилот Williams-Honda Кеке Росберг. Трасса была медленной, с большим количеством поворотов, и средняя скорость победителя не превысила 130 км/ч.
Также на этой трассе намечалось провести стартовый этап следующего сезона 1985 года, гонка должна была пройти 31 марта. Но организаторы Гран-при Далласа не смогли найти нужной суммы в необходимый срок.

## Победители Гран-при США на трассе Фэйр-Парк
| Год  | Пилот        | Команда        | Отчёт |
| ---- | ------------ | -------------- | ----- |
| 1984 | Кеке Росберг | Williams-Honda | Отчёт |